# 聖爵

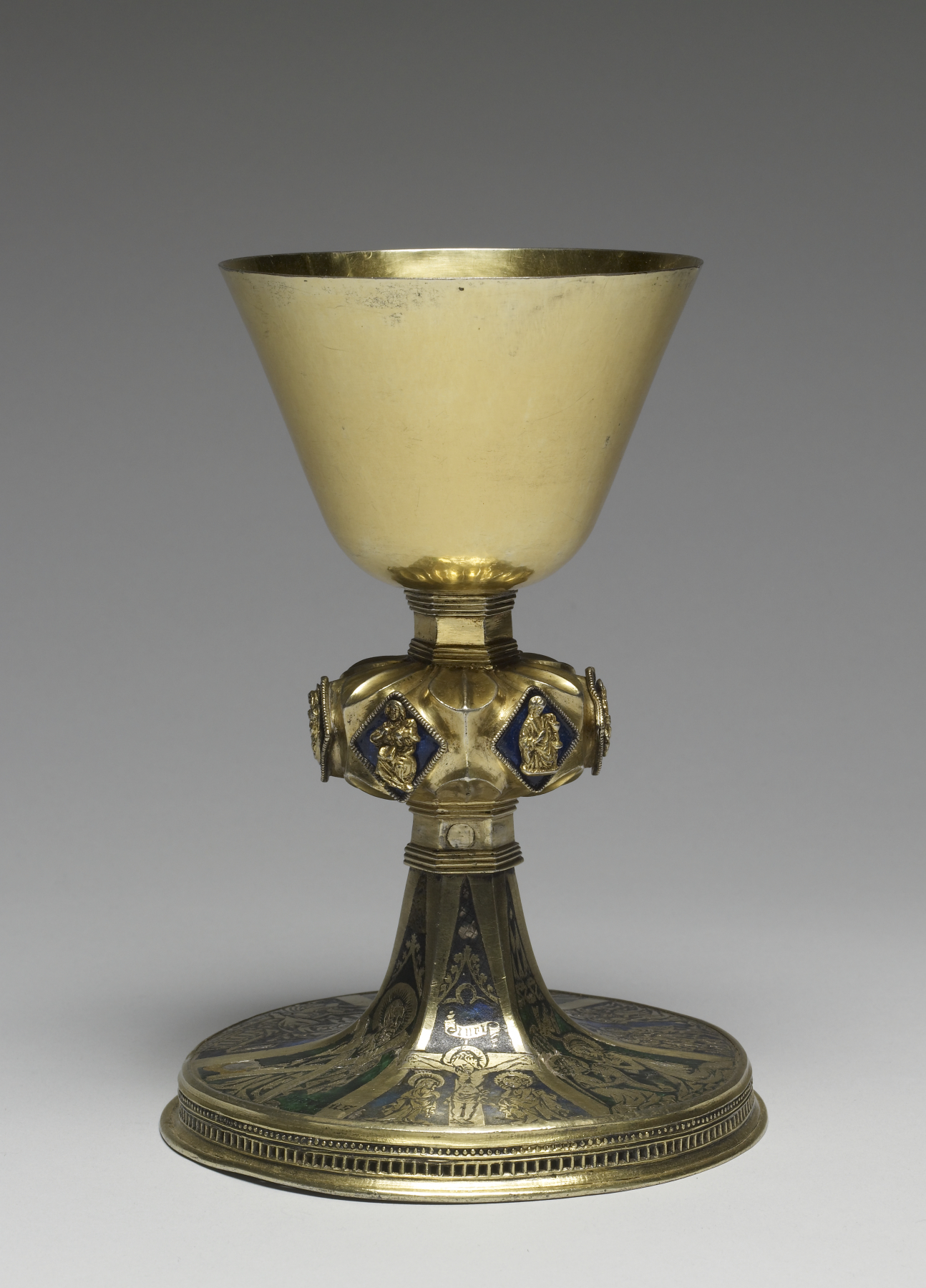
中世紀晚期鍍金銀聖爵，琺瑯彩繪聖人像與基督生平場景

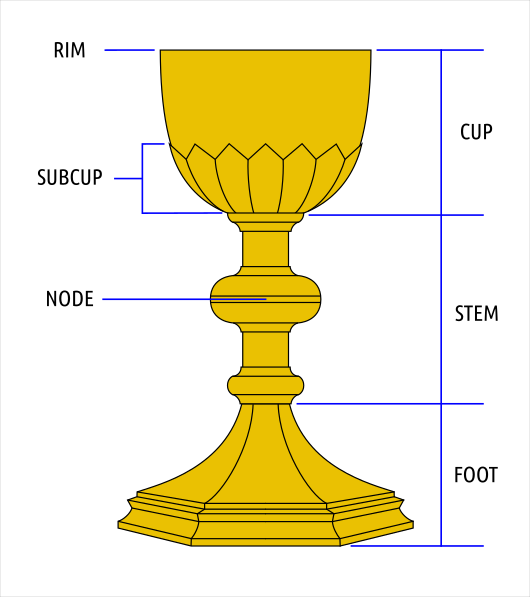
禮儀聖爵結構分解圖

聖爵（源於古希臘語  (kylix，意為「酒杯」)），又稱聖餐杯，是一種帶高腳基座的禮儀杯器。雖然原本是考古學術語，現今主要特指基督教禮儀中聖體聖事使用的器皿，如天主教彌撒所用。這類聖爵多由金屬製成，形制上多為無柄的喇叭形杯口，但材質與造型並非絕對規範。
歷史上，類似形制的杯器也為世俗貴族所用。部分珍品如中世紀的拉科克杯與皇家金杯，甚至兼具宗教與世俗雙重用途。由於教會珍藏的聖爵不像世俗貴金屬器皿那樣容易被熔毀重鑄，因而得以保存至今。
世俗場合中，相同造型的杯器稱為高腳杯（源自古法語 ），現仍用於指稱葡萄酒杯等高腳器皿。其中基礎圓形酒杯在業界稱為「巴黎高腳杯」。值得注意的是，現代法語中的gobelet一詞已演變為指代安德烈·法爾凱杯等無腳杯型。

## 宗教用途

### 基督教

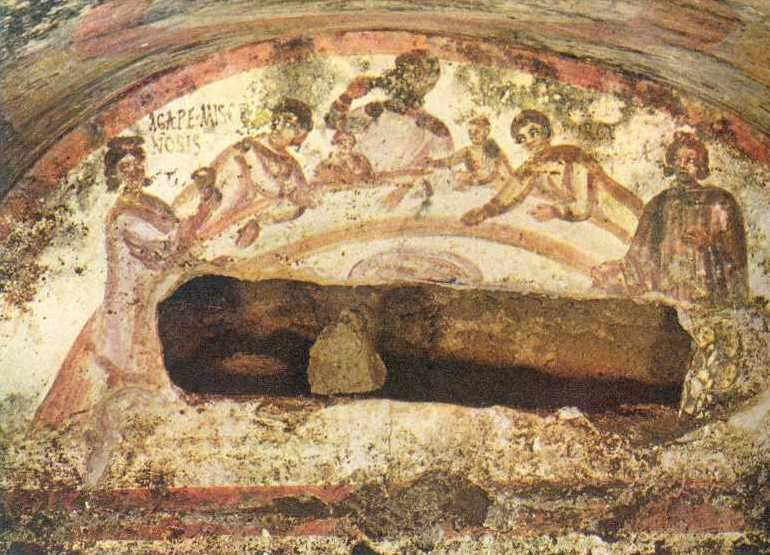
早期基督教愛筵壁畫中手持聖爵的女性形象，羅馬馬爾切利諾和伯多祿墓窟

古羅馬時期，泛指各種飲杯，形制並無嚴格規範，多為帶腳座的無柄杯。而古希臘的基里克斯杯則是寬淺碗型配雙橫柄，常見於會飲場景的藝術作品中。隨著歷史發展，該詞逐漸專指基督教禮儀用杯。
在羅馬天主教、東正教、東方正統教、安立甘宗、路德宗等基督教宗派中，聖爵是用於盛放聖血的專用器皿。這些聖爵多由貴金屬打造，常鑲嵌琺瑯與寶石，近代多採用無柄設計。
這種傳統可追溯至教會初期。根據耶穌在《路加福音》22:19對門徒「行此以紀念我」的囑咐，以及保羅在《哥林多前書》11:24-25記載的聖體禮儀，聖體聖事成為基督教禮拜的核心儀式。因此，相關禮器都經過精心製作並備受尊崇。早期聖爵多為大碗雙柄，承襲自古典的康塔羅斯杯與斯庫弗斯杯造型。隨著時間推移，杯身逐漸縮小，底座加大以增強穩定性。後來的教會法規更明確規範了聖爵的製作、祝聖與使用標準，部分傳統甚至要求聖爵內壁必須鍍金。
西方基督教的聖爵常在杯莖連接處設計節球，方便舉揚儀式。近代天主教聖爵的杯口趨於窄小，新晉神父常會收到家族贈送的聖爵作為祝賀。

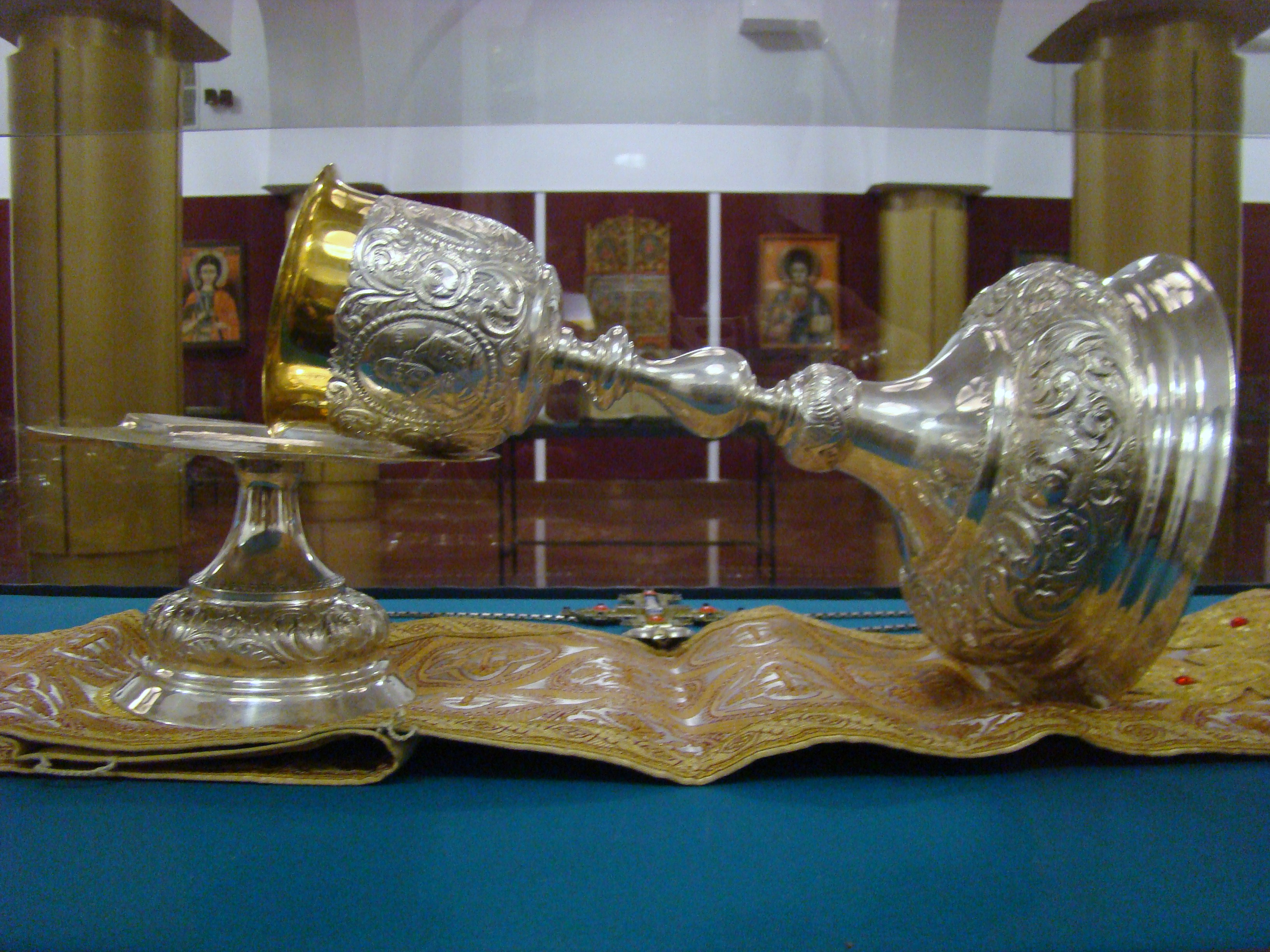
羅馬尼亞正教會瓦德-費萊阿克-克盧日總主教區博物館藏銀聖爵

東方基督教（包括東方正統教會、東正教會與東儀天主教會）的聖爵常裝飾有琺瑯彩繪或雕刻的聖像與十字架。由於東正教與東儀天主教在領聖體時，信眾同時領受聖體與聖血，因此會將部分聖體放入聖爵，再用禮儀勺分發，這使得東方聖爵的杯身較為寬大圓潤。俄羅斯正教會的信眾在領聖體後有親吻聖爵底座的習俗，其他傳統則改為親吻杯身。雖然東正教修道士不得擁有私人財產，但教會法特許司祭修士保留舉行神聖禮儀所需的聖爵等禮器。
在中世紀教會中，執事在晉鐸儀式上會獲授聖爵，象徵其職分。西方教會的執事負責在奉獻禮時將聖爵呈至祭壇；而東方教會則由司祭持聖爵，執事持聖盤（diskos）。根據規定，聖爵只能用於盛裝葡萄酒、清水與聖體，嚴禁任何世俗用途。
作為基督教最神聖的禮儀器皿之一，聖爵在使用前需經過祝聖儀式。在天主教與部分高派教會傳統中，只有主教或隱修院院長（僅限其所屬修院）才能用聖油為聖爵祝聖。東方教會的祝聖規範則各不相同：有些傳統認為舉行聖事本身就具有祝聖效力；有些則需要特殊儀式；部分教會規定只有主教能祝聖，有些也允許司祭進行。無論東西教會，祝聖後的聖爵都只能由已受聖秩者（主教、司祭或執事）觸碰。不過俄羅斯正教會允許輔祭在聖爵包裹布料時接觸。

#### 聖爵聖髑

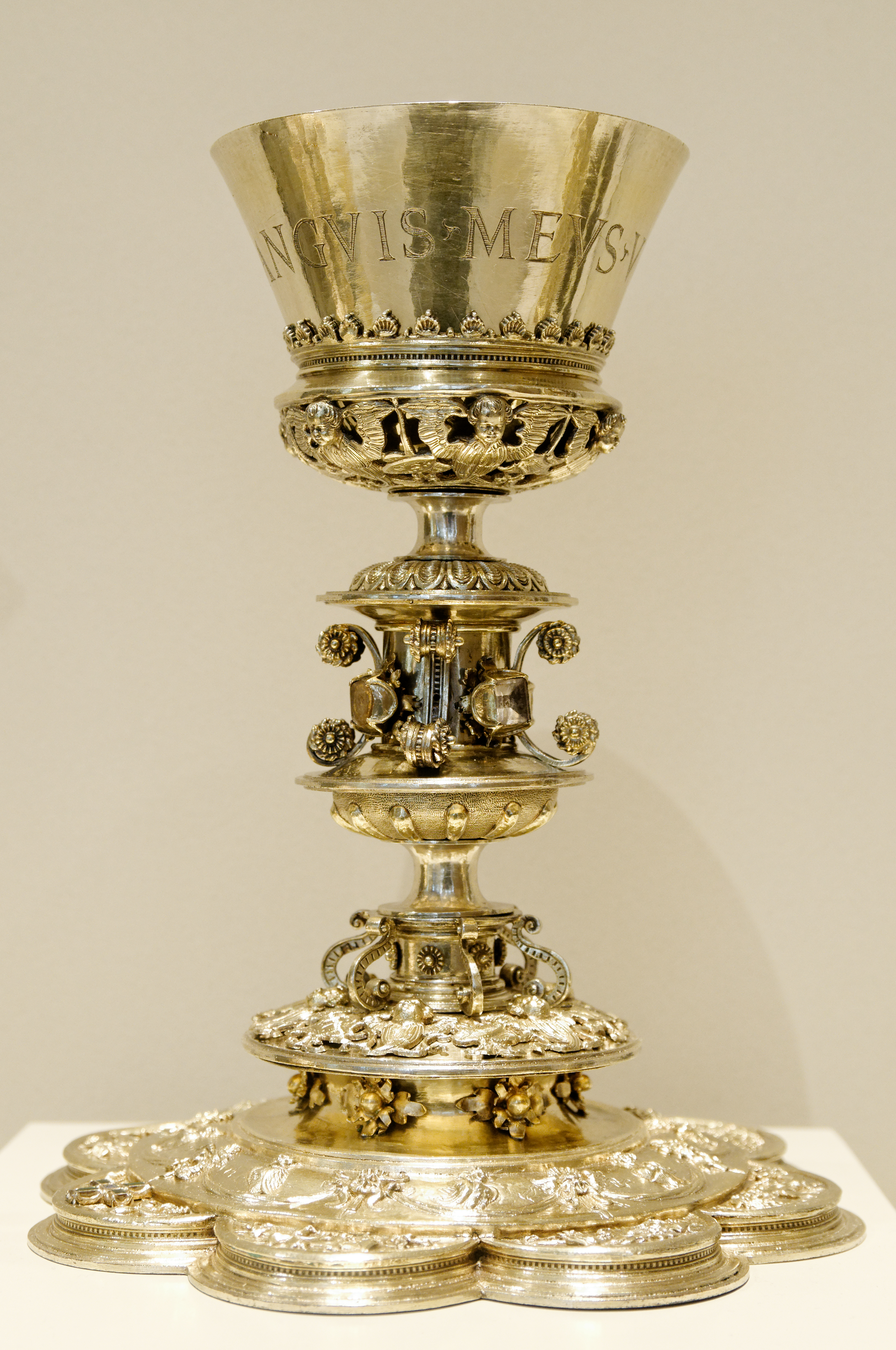
刻有「我的血真是可喝的」（《約翰福音》6:55）字樣的聖爵，154年為西班牙薩利納斯聖若翰教堂製，鍍金銀器

基督教傳統中，聖爵聖髑被認為是最後的晚餐中耶穌使用的杯子。雖然新約經文僅在最後晚餐的記載中提到此杯，但並未對器物本身賦予特殊意義。赫伯特·瑟斯頓在1908年的《天主教百科全書》中指出：「關於基督在最後晚餐使用的器皿，沒有可靠的歷史傳承。6至7世紀時，前往聖墓教堂的朝聖者被引導相信，真正的聖爵與各各他上呈給救主的海綿一同受到供奉。」現今各地有多件貴金屬杯器被傳統認定為聖爵。

#### 聖杯傳說
另一個更為人熟知的傳統是關於聖杯的傳說。在這個版本中，最後晚餐使用的杯子被稱為聖杯，據傳耶穌用它建立了彌撒聖事。另有傳說稱亞利馬太的約瑟用此杯承接了基督受難時流出的寶血。

### 一位論普救派
一位論普救派在崇拜儀式開始時，常會點燃聖爵中的火焰。火焰聖爵已成為一位論與一位論普救派最廣泛認可的象徵，也是一位論普救派協會的官方標誌。這個設計源自藝術家漢斯·多伊奇，其靈感來自古希臘與羅馬祭壇上的油燈。二戰期間，它成為納粹佔領歐洲時期，協助一位論派、猶太人等受迫害者逃亡的地下標誌。聖爵常與雙環標記搭配使用，後者象徵一位論與普救派的融合。
火焰聖爵的象徵意義有多種解讀：一種認為聖爵代表免於教會階級教條束縛的宗教自由與開放性，火焰則紀念為宗教自由犧牲的先驅；另一種解讀則認為火焰聖爵的造型類似十字架，象徵一位論普救派源自基督教的傳統。

### 威卡教
在威卡教中，聖爵作為陰性象徵，常與代表陽性的阿薩姆刀配合使用。兩者的結合象徵宇宙創造力，是偉大儀式的重要表徵。聖爵也用於小型儀式中。

### 新異教主義
其他新異教主義流派也在儀式中使用聖爵，可能放置在祭壇上或地面，盛裝葡萄酒、威士忌等液體，象徵女神的生殖力量。

### 拉斯塔法里運動
拉斯塔法里信徒在「推理」儀式中，會使用稱為聖爵的水煙斗吸食大麻，以追求內心平和、群體合一與靈性覺醒。

## 毒杯隱喻

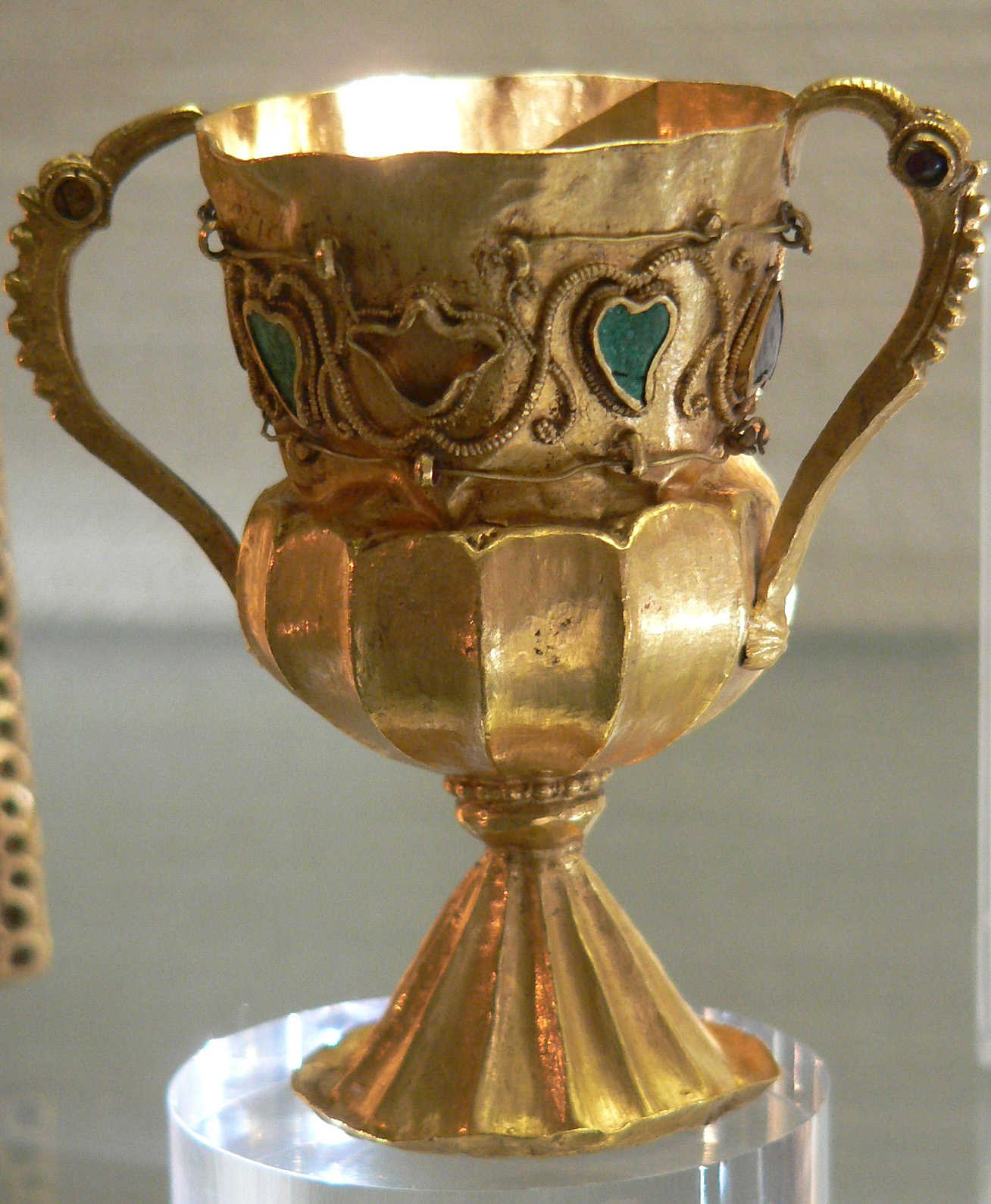
古爾東寶藏，6世紀

「毒杯」一詞比喻表面美好實則有害的事物或處境。這個概念最早出現在努西亞的聖本篤的驅魔經文中，刻於聖本篤聖牌上：「退去吧撒旦！勿以虛妄誘我！你所獻乃邪惡，自飲此毒！」
威廉·莎士比亞在《馬克白》第一幕第七場巧妙運用這個隱喻，出現在馬克白謀殺鄧肯前的獨白中：
但此等行徑 終將反噬：我們教導血腥 終成己身教案：這公正天平 必將毒杯成分 傾注我等唇間

## 紋章學
聖爵作為紋章圖案相當常見，特別是在教會紋章學中。許多地區也採用聖爵圖案，例如瑞士格勞賓登州普萊蒂高/達沃斯區法納斯市的紋章就是藍底金聖爵；布萊斯高地區施陶芬的紋章則包含施陶芬領主（古德語稱）的三個金聖爵；而自中世紀晚期以來，加利西亞王國的紋章就以藍底單金聖爵（或三/五個聖爵）為核心圖案。

## 圖集

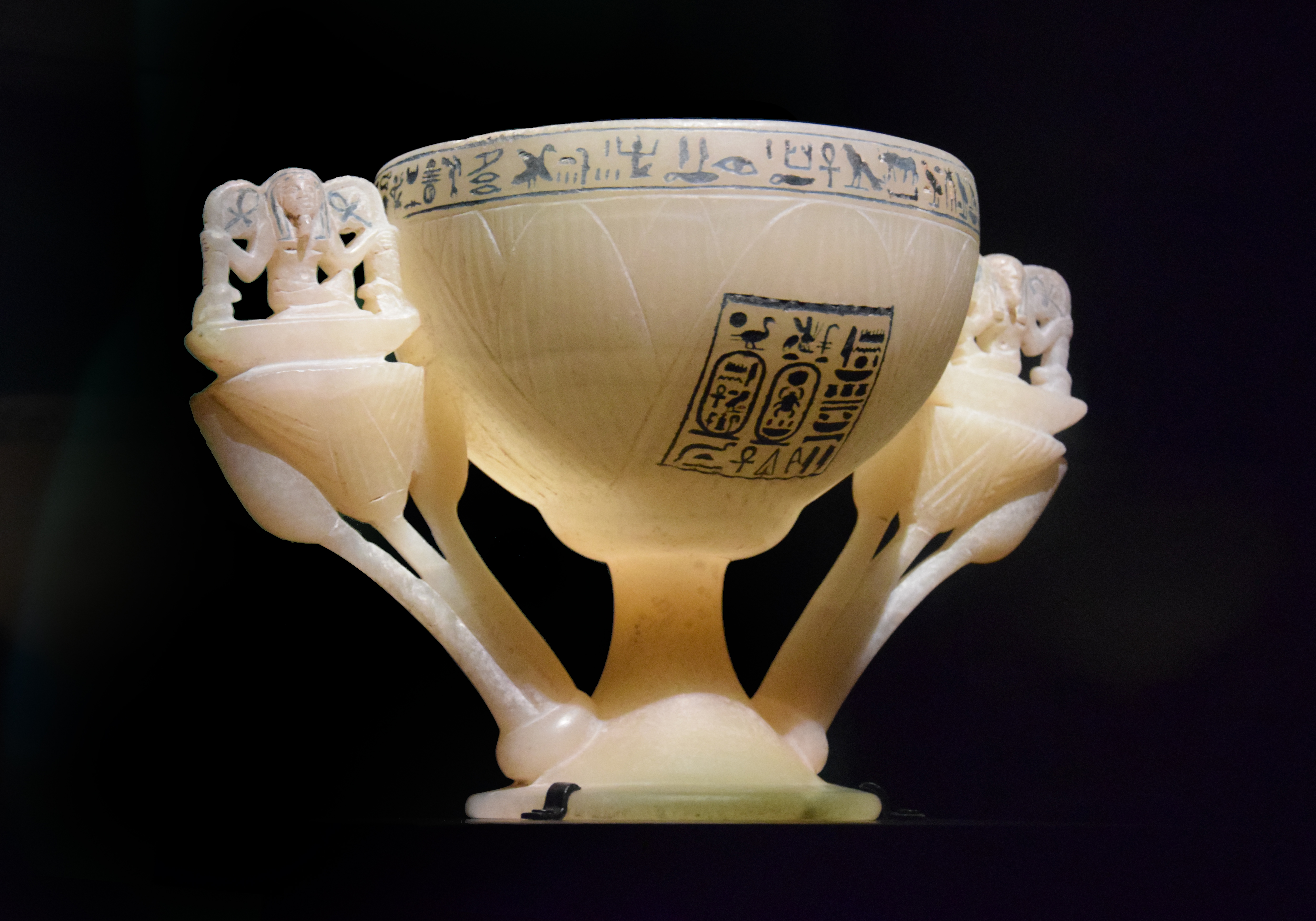
圖坦卡蒙陵墓出土的雪花石膏杯，約前14世紀
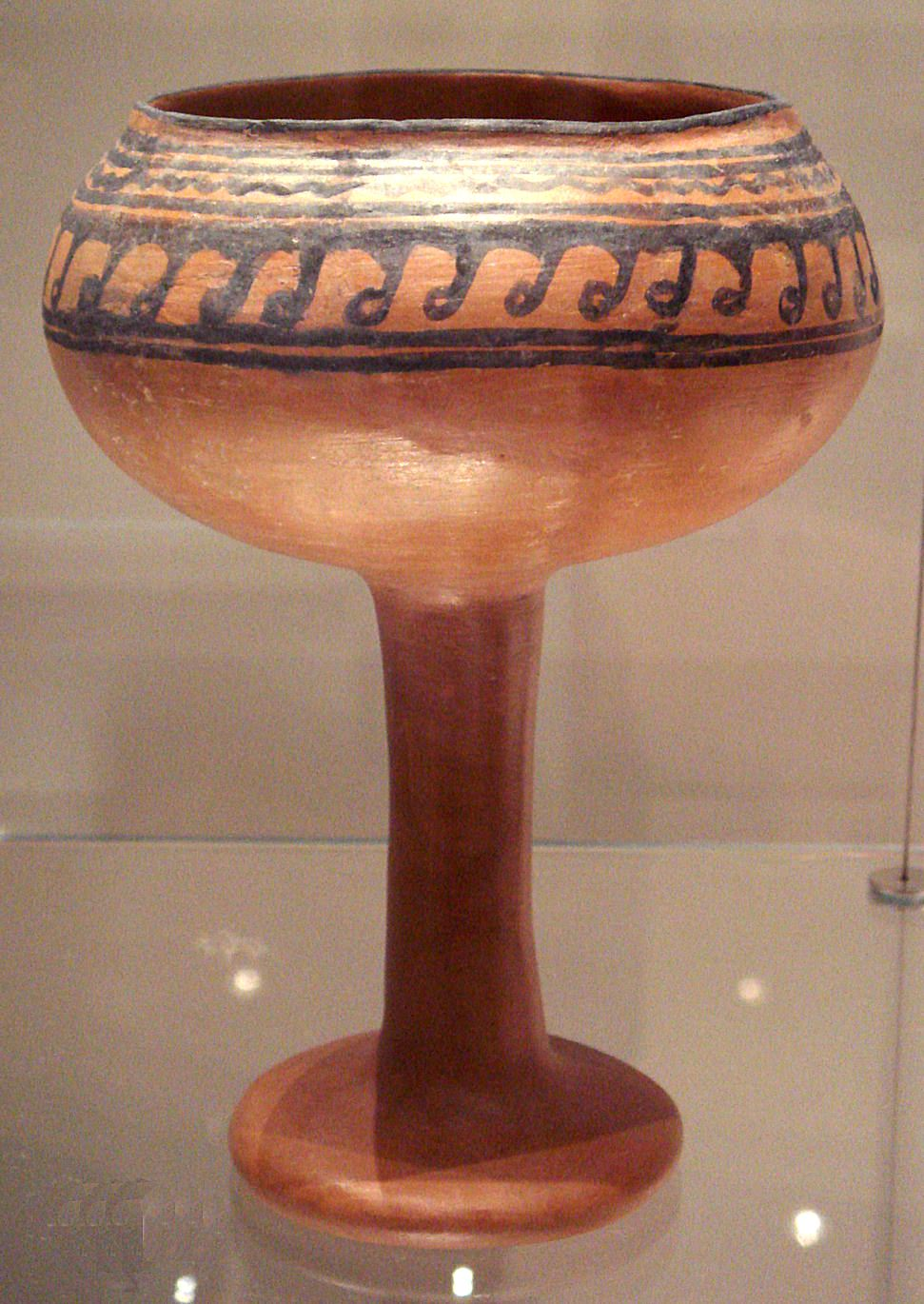
印度馬爾瓦地區納夫達托利出土陶杯，約前1300年；馬爾瓦文化
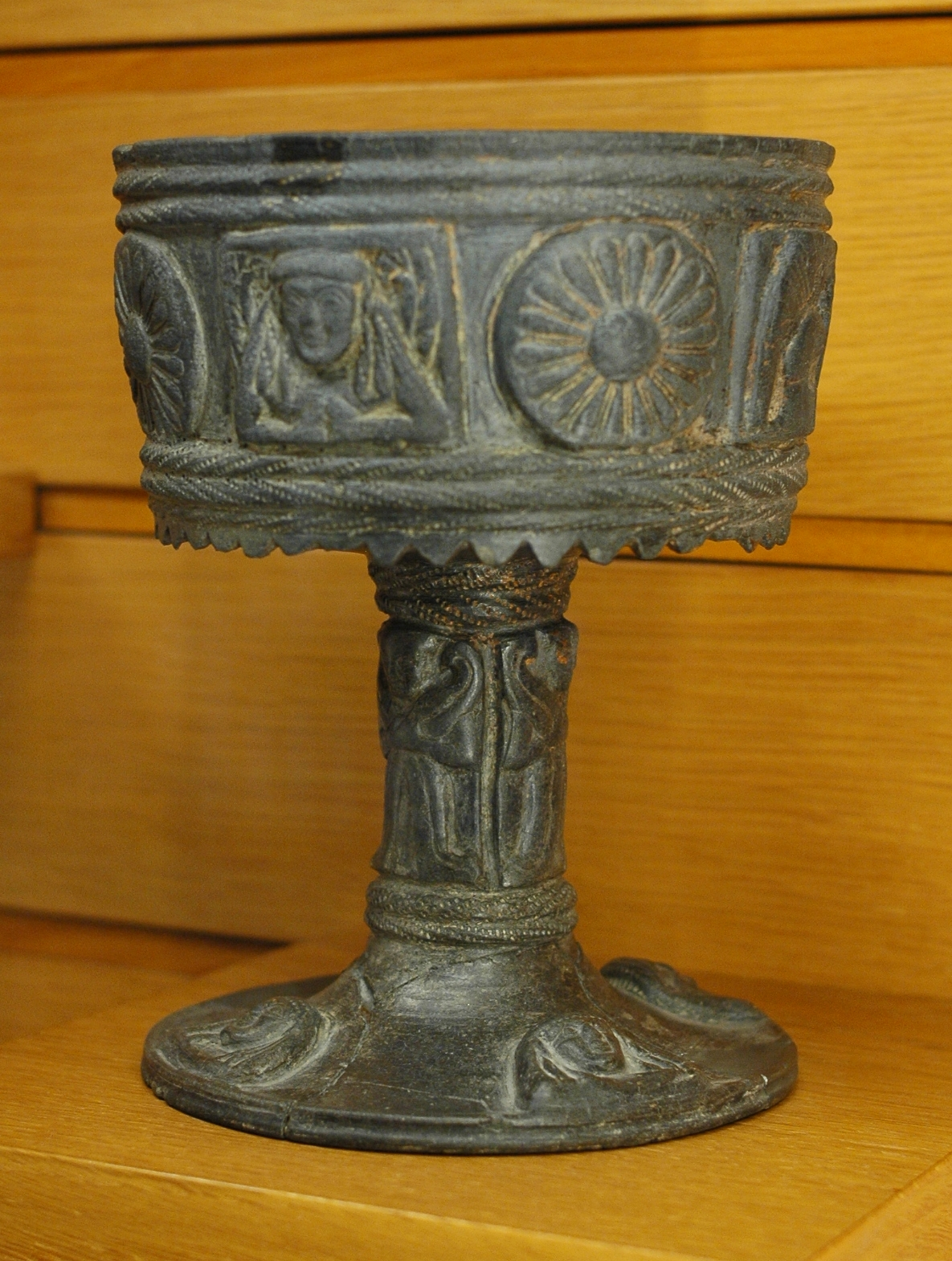
伊特魯里亞布凱羅黑陶聖爵，約前6世紀初
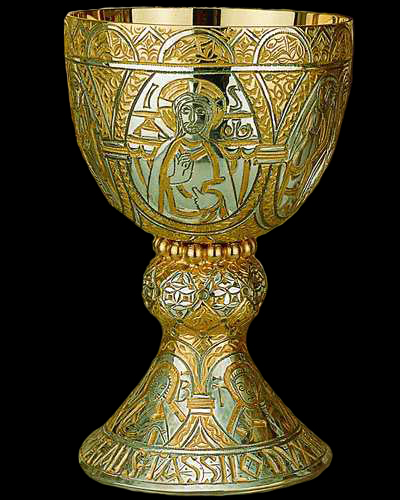
塔西洛聖爵複製品，原物約製於780年
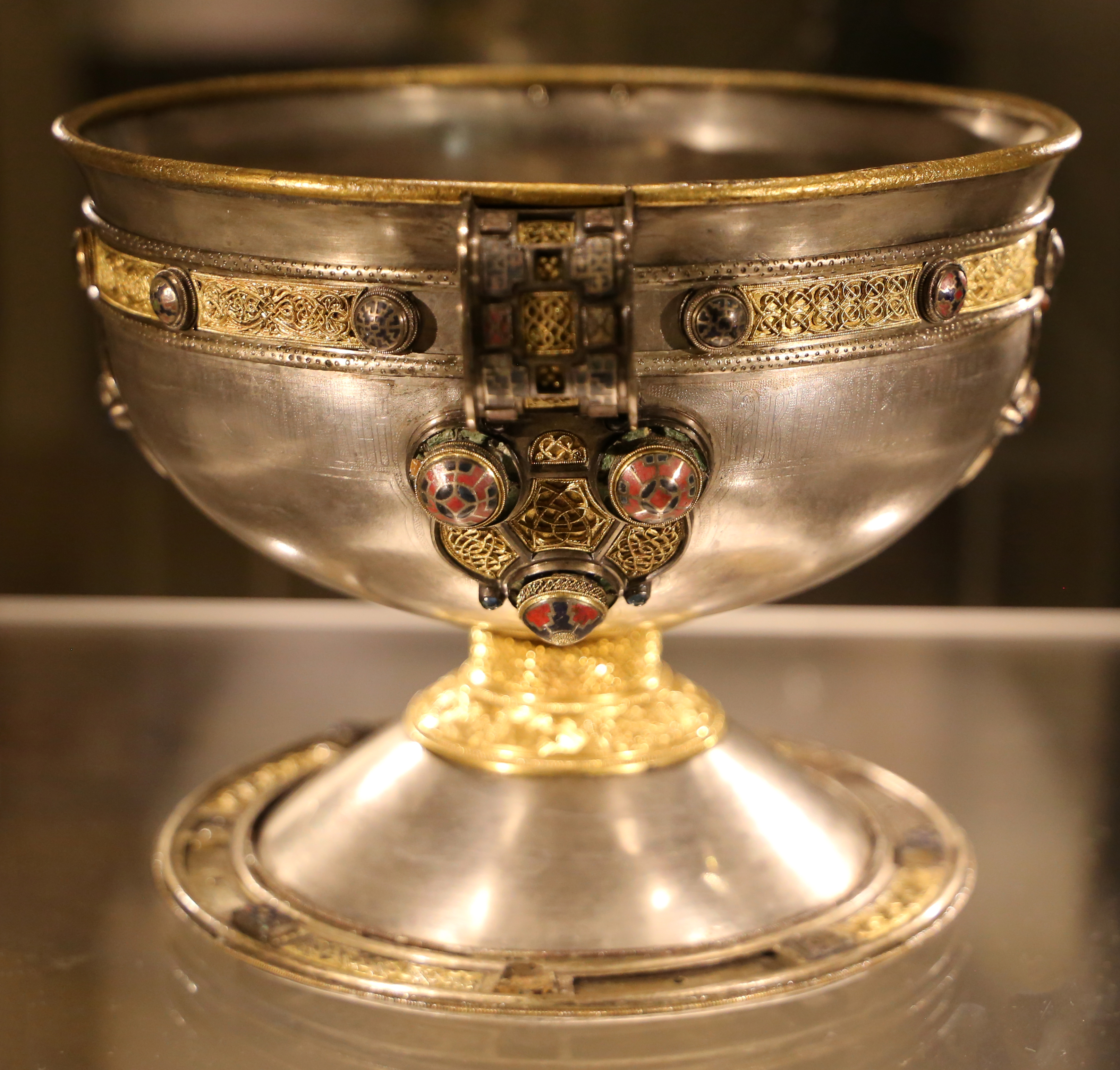
阿德聖爵，8世紀
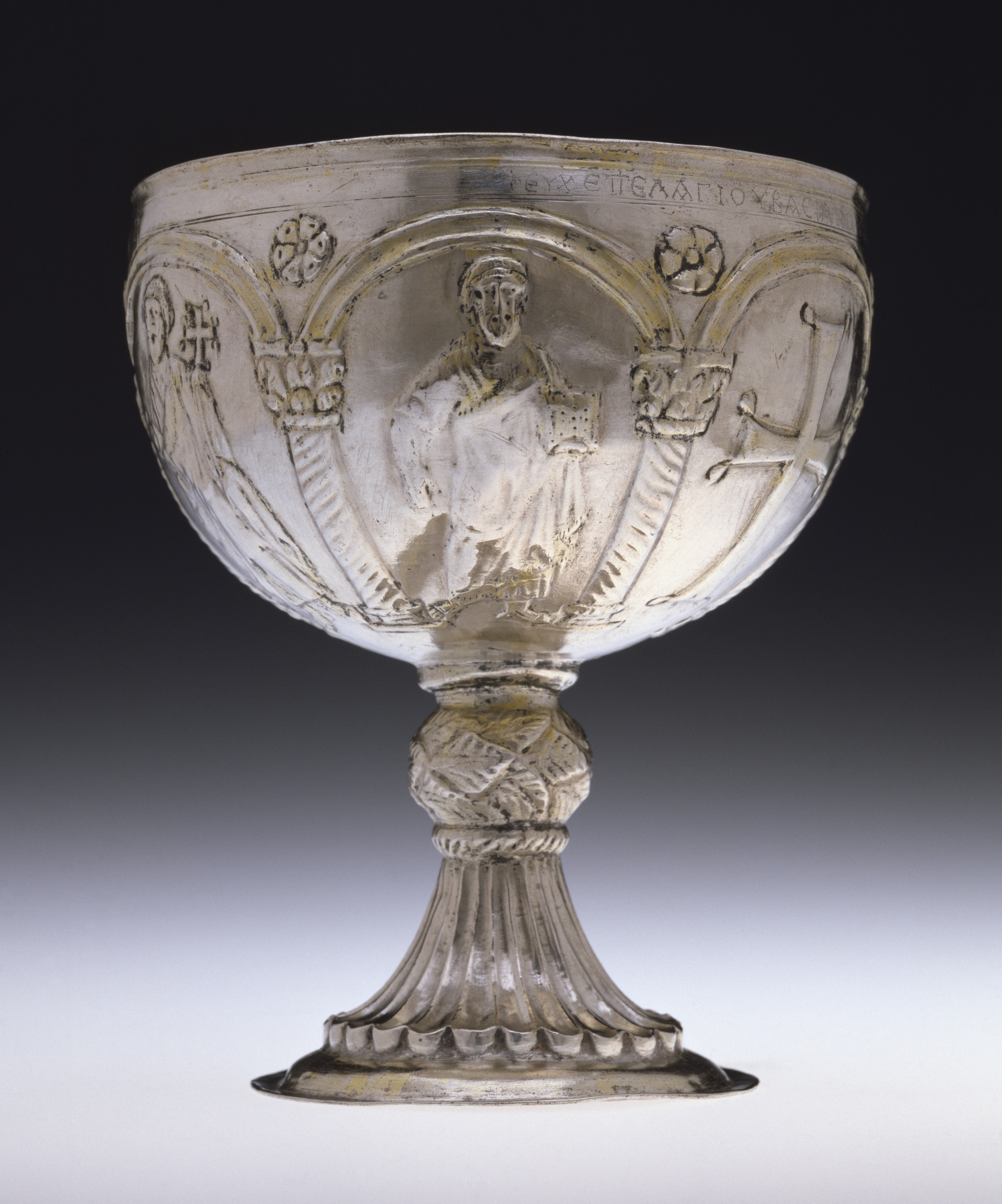
《使徒敬拜十字架聖爵》，拜占庭帝國（沃爾特斯藝術博物館藏品）
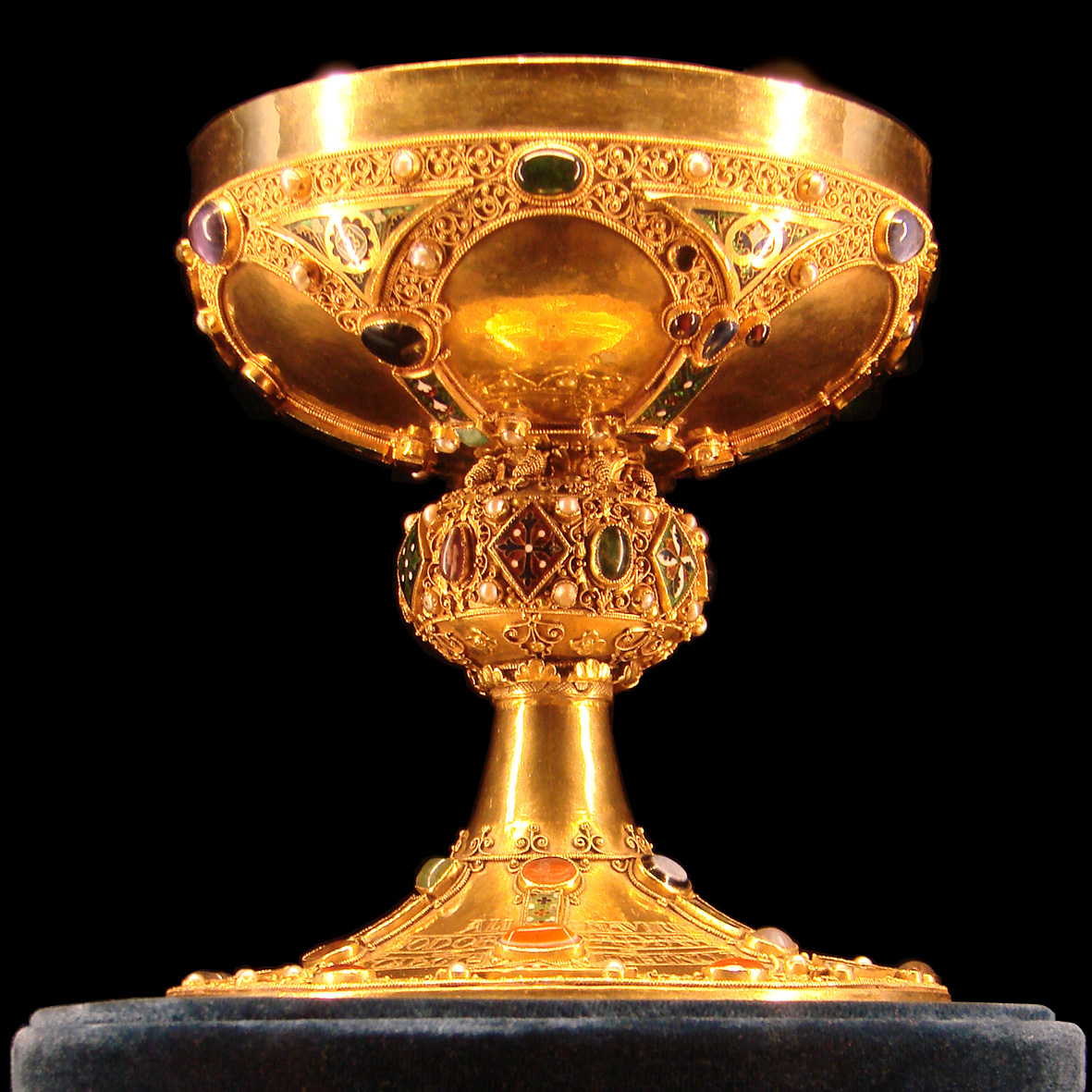
蘭斯主教座堂寶藏中的聖爵，12世紀
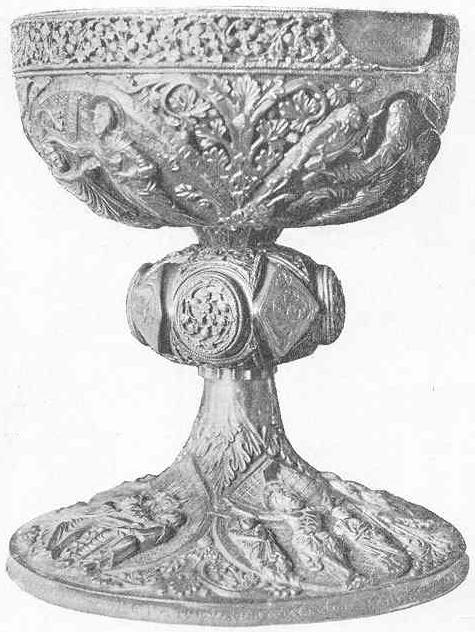
波爾沃主教座堂聖爵，約1250年
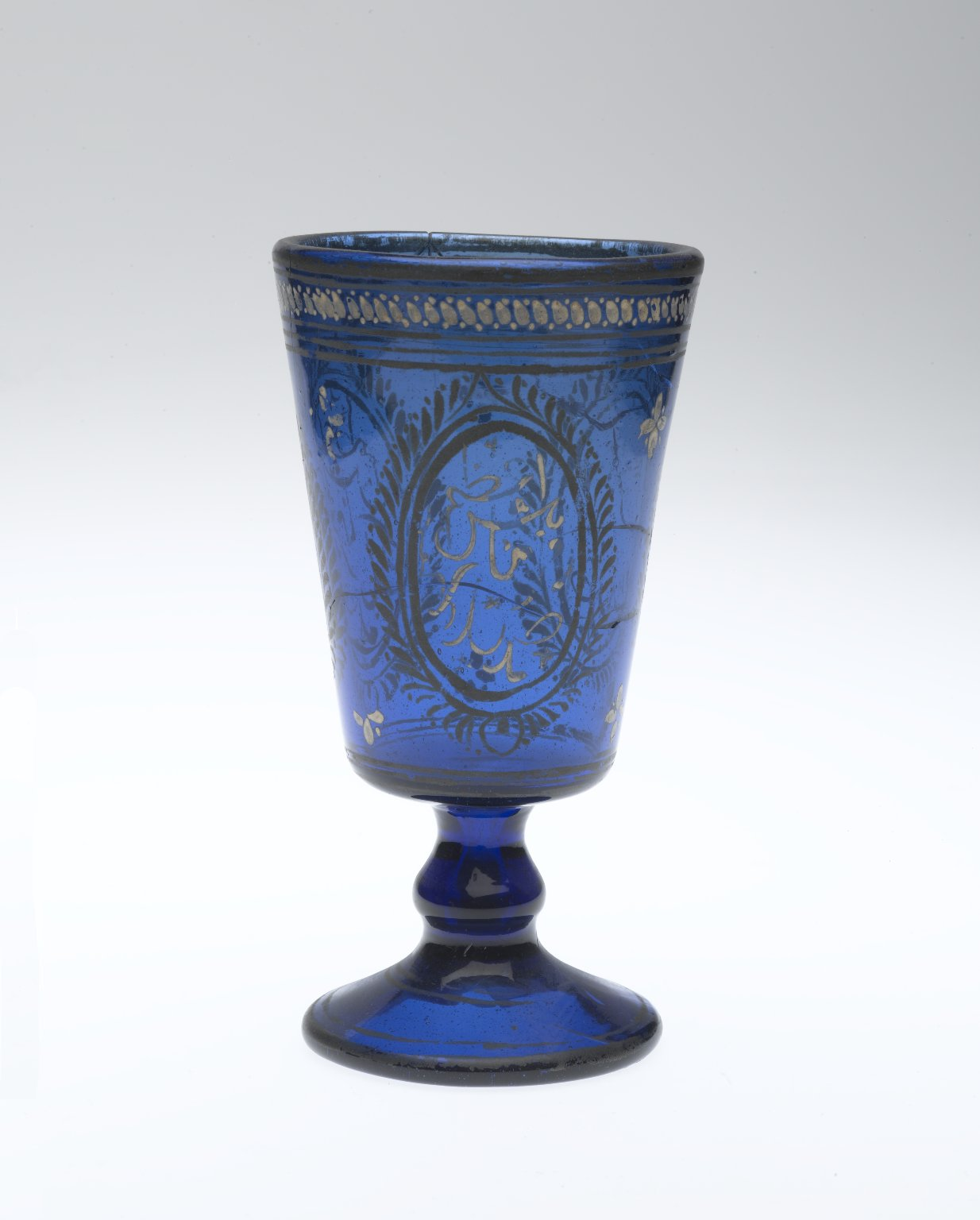
《葡萄酒高腳杯》，19世紀中期，卡扎爾王朝時期（布魯克林博物館藏品）
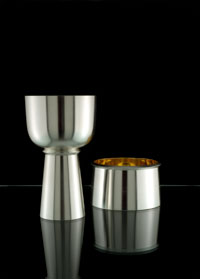
現代聖爵與聖盤組合
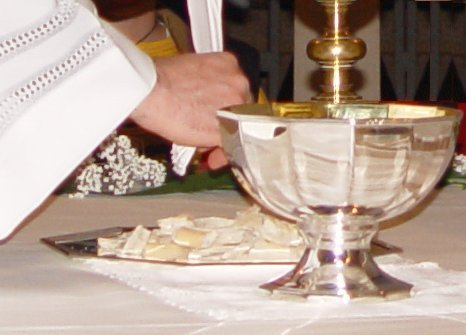
大型現代聖爵與聖盤

## 其他用法

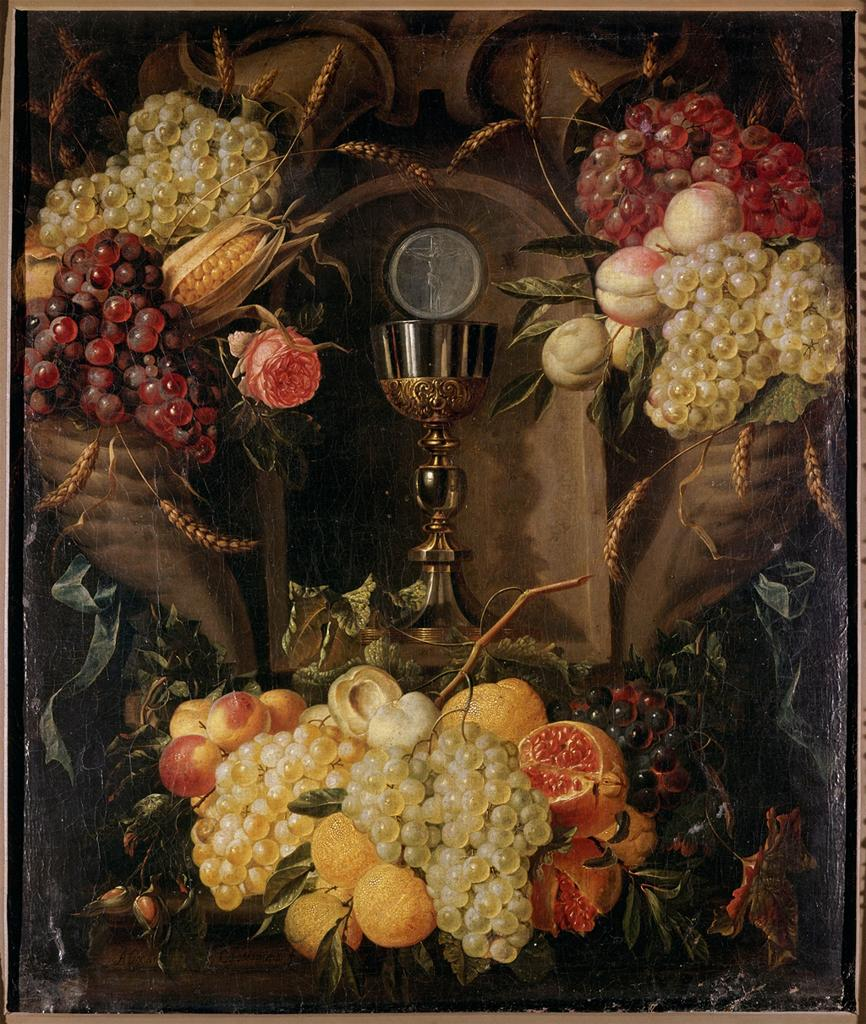
亞歷山大·庫斯曼繪製的《聖體聖事寓言》

### 魁北克
在法裔加拿大文化中，特別是在魁北克地區，「câlice」（chalice的法語變體）等聖物名稱常被用作詛咒語。這種用法類似美式英語中的「goddam」，例如「Câlice! 我忘記鎖前門了」或爆胎時低聲咒罵「tabarnak」（聖體龕的法語變體）。這種現象可能源自「妄稱上帝之名」的行為演變。

### 捷克
隨著胡斯運動的發展，聖爵除了宗教用途外，還成為波希米亞王國捷克人的非官方民族象徵，廣泛出現在歷史旗幟與國家象徵中。

## 外部連結
维基词典中的词条「chalice」
 维基共享资源上的相關多媒體資源：聖爵
- 《天主教百科全書》「聖爵」條目
- 高腳杯分類
- 愛爾蘭托缽修會物質文化，含愛爾蘭方濟會聖爵等宗教器物照片與詳細資料（都柏林大學數字圖書館館藏）